# Sa dispedita
Sa dispedita (in italiano: Il commiato) è un album di Francesco Demuro, pubblicato nel 2007 dalla R&G Music. È una raccola di canti tradizionali sardi nelle diverse varianti linguistiche dell'isola.
Ad accompagnare il cantante c'era il chitarrista Nino Manca.

## Tracce
1. Saludos - (Cantu in re)
2. A sos foghistas
3. Muttos antigos - (Mutu)
4. No si poni risistì - (testo Gavino Pes gallurese, La gadduresa)
5. No si poni risistì - (testo Gavino Pes, La filugnana)
6. Undas (logudorese)
7. Notte
8. In su monte 'e Gonare - 4:24 (logudorese, nuorese Canto tradizionale)
9. Saluti ed errori di registrazione